# Fédération nationale des coopératives de consommateurs
Pour les articles homonymes, voir FNCC.
 (octobre 2016).
 (octobre 2016).
Si vous disposez d'ouvrages ou d'articles de référence ou si vous connaissez des sites web de qualité traitant du thème abordé ici, merci de compléter l'article en donnant les références utiles à sa vérifiabilité et en les liant à la section « Notes et références ».
La Fédération nationale des coopératives de consommateurs (FNCC) est une organisation qui rassemble des coopératives françaises.

## Historique
La Fédération nationale des coopératives de consommateurs (FNCC) est fondée en 1912 par le regroupement de l'Union coopérative présidée par Charles Gide et de la Bourse coopérative présidée par Jean Jaurès. Cette dimension de transformation de la société qui part de l'idée de Charles Gide de constituer une république coopérative se poursuit par les travaux menés avec le département de philosophie de Paris 1 Panthéon Sorbonne autour des questions de Liberté et de Responsabilité. En effet, l'histoire des coopératives de consommateurs est celle de la recherche permanente d'un modèle équilibré entre la libre initiative créatrice (la liberté) et l'action collective pour assurer la sécurité dans la solidarité (le responsabilité). 
En 1986, la FNCC frôle la liquidation judiciaire. 
La FNCC regroupe les coopératives de consommateurs historiques que sont, notamment, la Coop Atlantique, la Coop Normandie-Picardie. 
Et les nouvelles formes de magasin coopératif et participatif sur le modèle de La Louve à Paris.

## Le Sociétariat
Les coopératives de consommateurs n’ont de légitimité qu’à travers la maîtrise de leur capital par le plus grand nombre possible de sociétaires.
Les coopératives adhérentes de la FNCC comptent près de 1 million de coopérateurs (sociétaires). Elles accueillent chaque année entre 10 et 20 000 nouveaux coopérateurs témoignant de la volonté de nombreux consommateurs de pouvoir s'impliquer directement dans la gestion de leur point de vente.

## Coopératives de consommateurs
Parmi les secteurs couverts par les coopératives (agriculture, banque, artisanat, production industrielle, transports routiers, etc.), les coopératives de consommation ne dérogent pas à la règle primordiale du partage des principes fondamentaux qui sont :
- Appartenir collectivement à leurs sociétaires. Elles ne sont donc ni opéables, ni cessibles.
- S’inscrire dans l’économie concurrentielle : ce sont des entreprises commerciales, mais gouvernées par des principes démocratique : un membre = une voix.
- Privilégier la constitution de réserves impartageables pour le financement de leur développement.

Parmi les coopératives non financières d’utilisateurs ou d’usagers, les coopératives de consommateurs sont les seules présentes dans le secteur du commerce alimentaire et de la grande distribution.

## Une branche professionnelle
La FNCC est reconnue comme une branche professionnelle et entretient un dialogue social à travers une convention collective des salariés et une approche spécifique des relations avec les organisations syndicales et les salariés.

## Les missions de la FNCC
- Animer le réseau des coopératives
- Agir dans le domaine social et favoriser le dialogue
- Défendre et développer les principes coopératifs
- Être un acteur de la construction d'une société plus juste

## Directions
La FNCC est dirigée par un conseil d’administration et un bureau, composés de membres représentant les coopératives.
- Loïc PELLETIER (Président de l'Institut de Développement Coopératif) en est le président
- Olivier MUGNIER le délégué général.

La FNCC assure également le suivi de différentes structures d’appui et d’aide aux coopératives et à leurs collaborateurs :
- Association de révision comptable (ARCC)
- Institut de développement coopératif (IDC)
- Arc en Ciel : association de promotion du tourisme
- Entraide Coopérative :  association reconnue d'utilité publique gérant le village vacances sur l'ile d'Oléron

Elle représente également le mouvement coopératif auprès de nombreuses instances, parmi lesquelles :
- L’Alliance coopérative internationale[5] et Coopératives Europe
- Les entreprises coopératives (Coop FR)